# Messstation Mauna Loa

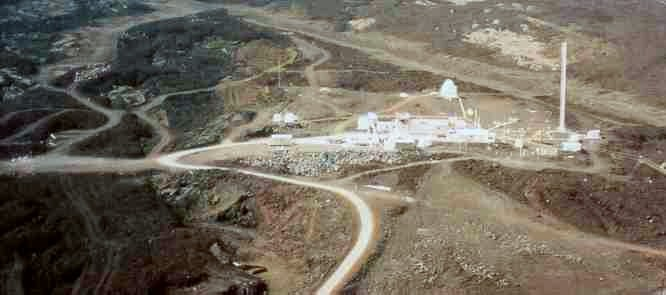
Das Mauna-Loa-Observatorium

Entwicklung des gemessenen CO_{2}-Gehalts am Mauna Loa, abgebildet in der so genannten Keeling-Kurve

Die Messstation Mauna Loa ist eine meteorologische Forschungsstation in 3397 Metern Höhe auf dem Vulkan Mauna Loa auf Hawaii. Sie gehört zum Earth System Research Laboratory (ESRL) des Office of Oceanic and Atmospheric Research (OAR), einer Abteilung der National Oceanic and Atmospheric Administration (NOAA) der Vereinigten Staaten.
Um herauszufinden, welchen Einfluss der Mensch auf die Zusammensetzung der Atmosphäre hat und wie stark die Emissionen des Treibhausgases Kohlenstoffdioxid (CO2) sind, wird in der Messstation seit 1958 der CO2-Gehalt der Luft gemessen. Die daraus entstandene Messreihe, die nach dem maßgeblich beteiligten Forscher Charles David Keeling benannte Keeling-Kurve, ist die längste kontinuierliche Aufzeichnung der CO2-Konzentration in der Atmosphäre. Die Messungen dokumentieren den steigenden Gehalt an CO2 in der Atmosphäre durch die Verbrennung fossiler Kohlenwasserstoffe.
Auf vier 7 m und einem 27 m hohen Turm mit Lufteinlass werden stündlich vier Luftproben der Atmosphäre entnommen. Die stündlichen Durchschnittswerte des CO2-Gehalts, der Windgeschwindigkeit und Windrichtung bilden die Grundlage für die weitere Auswertung. Um den täglichen Durchschnitt zu ermitteln, werden die Daten von mindestens sechs aufeinander folgenden Stunden benötigt. Die Daten bilden eine Grundlage für die Entwicklung von Klimaszenarien durch Modelle.
Die Lage der Messstation auf Hawaii ist für atmosphärische Messungen besonders geeignet, da die Luft in der Umgebung kaum durch lokale Einflüsse der Vegetation oder der Menschen beeinträchtigt wird. Seit Beginn der Messreihe, 1958, hat sich an der Ausrüstung und den Methoden im Wesentlichen nichts verändert.